# 1813 no jornalismo
Nesta página encontrará referências aos acontecimentos directamente relacionados com o jornalismo ocorridos durante o ano de 1813.

## Eventos
- 15 de maio — Início da publicação em Londres do jornal português "O Espelho Político e Moral" que seria publicado até agosto do mesmo ano.[1]

## Nascimentos
| Data         | Nome                             | Profissão                                            | Nacionalidade  | Observações | Ref |
| ------------ | -------------------------------- | ---------------------------------------------------- | -------------- | ----------- | --- |
| 13 de agosto | Casimiro José de Morais Sarmento | advogado, jornalista, escritor, professor e político | Brasil Colónia | m. 1860     |     |

## Mortes
| Data | Nome | Profissão | Nacionalidade | Observações | Ref |
| ---- | ---- | --------- | ------------- | ----------- | --- |